# Petr Zgarba
Petr Zgarba (ur. 18 września 1959 we Vsetínie) – czeski polityk, agronom i przedsiębiorca, deputowany, w 2005 minister rolnictwa.

## Życiorys
Absolwent Wyższej Szkole Rolniczej w Brnie. Pracował jako agronom, początkowo w spółdzielni rolniczej typu JZD. W latach 1991–1994 był dyrektorem przedsiębiorstwa rolnego w miejscowości Krásná Hora, a w latach 1995–2002 dyrektorem izby rolniczej w miejscowości Havlíčkův Brod. Zajął się również prowadzeniem własnej działalności gospodarczej w branży rolnej.
W 2001 wstąpił do Czeskiej Partii Socjaldemokratycznej. W 2002 został radnym Lípy. W latach 2002–2010 i 2012–2013 był deputowanym Izby Poselskiej, pełnił m.in. funkcję wiceprzewodniczącego komisji rolnictwa. Od kwietnia do listopada 2005 sprawował urząd ministra rolnictwa w rządzie Jiříego Paroubka.